# Horus zonatus
Espèce
Horus zonatus est une espèce de pseudoscorpions de la famille des Olpiidae.

## Distribution
Cette espèce se rencontre en Afrique du Sud et au Zimbabwe.

## Description
Les mâles mesurent de 2,2 à 2,8 mm.

## Publication originale
- Beier, 1964 : Weiteres zur Kenntnis der Pseudoscorpioniden-Fauna des südlichen Afrika. Annals of the Natal Museum, vol. 16, p. 30-90 (texte intégral).